# La teva fotografia
La teva fotografia (títol original en anglès, Photograph) és una pel·lícula de drama romàntic índia del 2019 escrita, coproduïda i dirigida per Ritesh Batra. És protagonitzada per Nawazuddin Siddiqui i Sanya Malhotra en els papers principals. La pel·lícula segueix un fotògraf de carrer conegut com a Rafi (Siddiqui), que intenta convèncer la Miloni (Malhotra) perquè faci de xicota perquè la seva àvia deixi de pressionar-lo perquè es casi. S'ha doblat i subtitulat al català.
La teva fotografia es va gravar en diversos llocs de Bombai. El rodatge es va acabar el novembre de 2017.
La pel·lícula es va estrenar al Festival de Cinema de Sundance de 2019 i l'estrena europea al 69è Festival Internacional de Cinema de Berlín. Estava previst que s'estrenés a l'Índia el 8 de març de 2019, però la data es va ajornar i es va publicar el 15 de març de 2019 amb crítiques generalment positives. Es va estrenar a diversos països com el Regne Unit, els Estats Units, Espanya, França i Austràlia a finals d'estiu.